# Petstrana piramida
| Petstrana piramida | Petstrana piramida       |
| ------------------ | ------------------------ |
| Rhombohedron       |                          |
| Vrsta              | Johnsonovo telo J1-J2-J3 |
| Stranske ploskve   | 5 trikotnikov 1petkotnik |
| Robovi             | 10                       |
| Oglišča            | 6                        |
| Dualni polieder    | sebidualna               |
| Vrtilna grupa      | C5, [5]+, (55)           |
| Simetrijska grupa  | C5v, [5] (*55)           |
| Značilnosti        | konveksna                |
| mreža telesa       |                          |

Petstrana piramida je v geometriji piramida s petkotno osnovno ploskvijo nad katero je postavljenih pet trikotnih stranskih ploskev, ki se srečajo v eni točki, ki je oglišče. Podobno kot pri piramidi je tudi petstrana piramida sebidualna.
Pravilna petstrana piramida ima osnovno ploskev, ki je pravilni petkotnik. Stranske ploskve so enakostranični trikotniki. Je tudi Johnsonovo telo (J2). Njena višina od sredine petstrane osnovne ploskve do vrha se lahko izračuna z obrazcem 
{\displaystyle H={\sqrt {\frac {5-{\sqrt {5}}}{10}}}\,a\approx 0,5257\,a.}
Površina P se lahko izračuna kot ploščina petkotne osnovne ploskve, ki ji moramo dodati petkratno ploščino trikotnika:
{\displaystyle P=\left({\frac {\sqrt {25+10{\sqrt {5}}}}{4}}+5{\frac {\sqrt {3}}{4}}\right)a^{2}\approx 3,8855\,a^{2}.}
Prostornina je pri znani dolžini roba a enaka 
{\displaystyle V={\frac {5+{\sqrt {5}}}{24}}\,a^{3}\approx 0,3015\,a^{3}.}
Lahko se jo obravnavamo kot »pokrov« ikozaedra. Drugi ikozaedri tvorijo giropodaljšano petstrano piramido J11, ki je ena izmed Johnsonovih teles.

## Sorodni poliedri
| tetraeder | kvadratna piramida | petstrana piramida | šeststrana piramida |
| --------- | ------------------ | ------------------ | ------------------- |
|           |                    |                    |                     |

| Petstrani odsek je petstrana piramida, ki ima odsekan (prisekan) vrh | Oglišče ikozaedra je petstrana piramida |

## Dualni polieder
Petstrana piramida je topološko sebidualni polieder.
| Dual pentagonal pyramid | Net of dual |
| ----------------------- | ----------- |
|                         |             |